# Saschiz
Saschiz (in ungherese Szászkézd, in tedesco Keizd) è un comune della Romania di 2080 abitanti, ubicato nel distretto di Mureș, nella regione storica della Transilvania. 
Il comune è formato dall'unione di 3 villaggi: Cloașterf, Mihai Viteazu, Saschiz.
Saschiz venne popolata dagli Székely fin dalla fine del XIII secolo e successivamente dai Sassoni, che nne fecero una delle località più importanti dei loro possedimenti. La città continuò ad avere una importanza rilevante per diversi secoli, tanto che nel 1663 Michele I Apafi, Principe di Transilvania dal 1661 al 1690, fece tenere una riunione della Dieta nella sua chiesa.

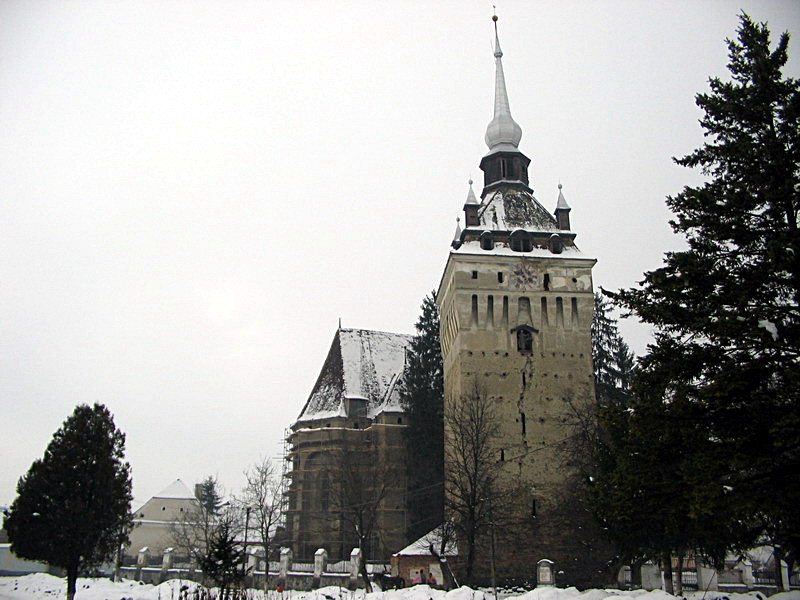
La torre e la chiesa fortificata

La chiesa fortificata è un tempio Evangelico Luterano costruito in stile gotico nel 1496; la chiesa e la torre che la affianca, molto simile alla Torre dell'Orologio di Sighișoara, raggiunsero il loro aspetto attuale soltanto nel 1677. La torre, restaurata nel 1832, subì però gravi danni a seguito di un terremoto avvenuto nel 1986.
La chiesa fortificata di Saschiz è stata dichiarata Patrimonio dell'umanità dell'UNESCO quale parte del complesso dei Villaggi con chiese fortificate in Transilvania.
Altro monumento di interesse è la cittadella costruita su una collina che domina l'abitato tra il XIV ed il XV secolo, alla quale si deve l'importanza strategica raggiunta da Saschiz nel periodo della dominazione Sassone.